# Bjørn Wiinblad
Bjørn Wiinblad (født 20. september 1918 i København, død 8. juni 2006) var en dansk keramiker og maler, der blev internationalt berømt for sine karakteristiske værker, der findes i millioner af hjem over hele verden.
Hans arbejder vises på Victoria and Albert Museum i London, Museum of Modern Art i New York og på Kunstindustrimuseet i København.
Wiinblad var udlært typograf, men fandt hurtigt ud af at det var kunstnervejen, der havde hans interesse. Blandt hans mange talenter var klaverspil.
Han udsmykkede alt fra amerikanske krydstogtskibe, restauranter, juleplatter til spillekort.
I Danmark boede han i Det Blå Hus, der er en ejendom på ca. 700 m2 i Kongens Lyngby umiddelbart nord for Frilandsmuseet, som også fungerede som værksted og atelier.
Wiinblad er begravet på Søllerød Kirkegård.